# Семёнов, Сергей Терентьевич (писатель)
Сергей Терентьевич Семёнов (28 марта 1868, Андреевское, Волоколамский уезд Московская губерния — 3 декабря 1922, там же) — русский писатель-самоучка, толстовец, автор «Воспоминаний о Льве Николаевиче Толстом» (1912).

## Биография
Родился в бедной крестьянской семье.
В возрасте 11 лет ушёл на заработки в Москву. Работал на фабрике, затем в литографии, торговал в киоске минеральными водами.
Публикуемые издательством «Посредник» рассказы Л. Н. Толстого вдохновили С. Т. Семёнова к литературному творчеству. В 1886 году в Москве произошла его встреча с Толстым, одобрившим его первый рассказ «Два брата». В 1887 году рассказ опубликовало издательство «Посредник». Молодой автор вернулся в деревню, где снова занялся нелёгким крестьянским трудом, описывая в своих произведениях жизнь и быт крестьян. В 1894 году вышел его сборник под названием «Крестьянские рассказы», предисловие к которому написал Л. Н. Толстой, высоко оценивший содержание рассказов. В 1898 году увидел свет второй сборник рассказов «Девичья погибель…», а в 1900 году — третий («У пропасти…»).
В 1904—1905 годах Семёнов жил в Англии у толстовца В. Г. Черткова.
По обвинению в организации политического митинга в 1906 году был приговорён к ссылке, которую заменили выездом за границу, из которой Семенов вернулся в 1908 году. Свои впечатления от Европы С. Т. Семёнов описал в книге «По чужим землям», опубликованной в 1910 году.
В 1922 году писатель-земледелец был застрелен Малютиным — «соседом-мракобесом, принявшим успешное ведение хозяйства за колдовство». Старожил деревни Бурцево Л. В. Борисов рассказывает другую версию: с его слов, С. Т. Семёнов завёл роман с женой соседа. Мужики несколько раз предупреждали писателя, чтобы он прекратил ухаживания, но С. Т. Семёнов не внял их словам, за что был до смерти избит в поле недалеко от Андреевского. Убийц Семёнова судили. Вплоть до 1970-х или 1980-х годов на месте гибели писателя стоял памятный крест, уничтоженный во время проведения мелиорации. Сейчас там старозалежный луг, зарастающий молодым березняком.
Похоронен Семёнов, согласно завещанию, на своём наделе недалеко от деревни Андреевское. Там же погребены его родственники — Фёкла (1866—1935), Антонина (1891—1958) и Татьяна (1895—1982) Семёновы; Людмила (1897—1969), её муж Владимир (1895—1967) и их сын Сергей Владимирович Белопольский (1921—2002). С. В. Белопольский до последних дней жил в Андреевском в доме писателя-земледельца.

## Общественно-политическая деятельность
Участвовал в митингах в Шаховском районе.
Из воспоминаний крестьянского поэта Е. К. Кузьмичёва: «В один из ноябрьских дней я попал на летучий митинг недалеко от станции Шаховская. Руководителями митинга были учитель деревни Судислово Жунин, управляющий имением графа Бобринского Демьяныч и автор деревенских рассказов С. Т. Семенов. Они призывали собравшихся к забастовке, к требованию предоставить народу Конституцию. В противном случае — не давать в солдаты рекрутов, не платить оброки».

## Характеристика произведений писателя
Для произведений С. Т. Семёнова характерны зарисовки сцен народной жизни и крестьянского быта со всеми деталями и подробностями.

## Память
- Развёрнутая книга, изображённая на флаге Степаньковского сельского поселения, увековечивает память о С. Т. Семёнове, уроженце деревни Андреевское, ныне входящей в состав этого поселения.
- В деревне Андреевское открыт музей С. Т. Семёнова.

## Произведения Семёнова
- Крестьянские рассказы. В 7 тт. — М.: изд. «Посредник», 1900—1917.
- Односельцы. Повести и рассказы. — М.: изд. «Посредник», 1917.
- В миру. Рассказы. — П.: изд. «Жизнь и Знание», 1917.
- Своя судьба. Молодость правее (Сцены). — П.: изд. «Жизнь и знание», 1918.
- Надежда Чигалдаева (Пьесы). — М.: изд. «Посредник», 1903
- Крестьянские пьесы. (Для народного театра). — М.: изд. «Посредник», 1912.
- Двадцать пять лет в деревне. (Воспоминания). — П.: изд. «Жизнь и знание», 1915.
- По чужим землям. Очерки и впечатления. — Ярославль, 1920.
- Из жизни Макарки. Повесть. — М.: Гиз, 1923.
- Машка-Домашка. Повесть. — М.: Гиз, 1923.
- Рассказы и повести. — М.: Современник, 1983. — 688 с., 100 000 экз.